# Fierville
Fierville, bürgerlich Pierre Guichot (* 29. März 1671 in Dijon; † 28. Februar 1777 in München), war ein französischer Schauspieler.
Vor seinem Debüt an der Comédie-Française, im Jahr 1733, war Fierville in der Provinz tätig. Um das Jahr 1722 war er erst in Straßburg und später, um 1729, am La Monnaie in Brüssel, nachweisbar. Dieses Engagement an der Comédie ging er erst im reifen Alter von 62 Jahren ein. Seinen Abschied von der Comédie nahm Fierville 1741 und erhielt eine halbe Pension von 500 Livre. Die nächste Station war Gent und 1747 folgte er François Liard an den Hof von Bayreuth, an die Bühne der Markgräfin Wilhelmine von Preußen, wo er bis 1759 blieb. 1761 tauchte er in Turin auf. Es ist bekannt, dass Fierville am Preußischen Hof war, von wo aus er nach Paris, zur Rekrutierung von Schauspielern, gesandt wurde. Fierville starb hochbetagt, im Alter von 106 Jahren in München.
In Dramen gab Fierville regelmäßig den Herrscher, wohingegen er in Komödien den Bauern verkörperte. Er wechselte sich hierbei mit Pierre-Claude Sarrazin ab.